# محافظة مانطيرا
محافظة مانطيرا (بالصومالية: Gobolka Mandhere)‏ هي المحافظة الواقعة في أقصى شمال شرق كينيا. عاصمتها وأكبر مدنها مانطيرا. تحدها إثيوبيا من الشمال والصومال من الشرق ومحافظة وجير ومن الجنوب الغربي. وفقًا لتعداد عام 2019، يبلغ عدد سكان المقاطعة 1،200،890 ومساحة 25،939.8 كيلومتر مربع 10،015.4 ميل مربع. النشاط الاقتصاد الرئيسي في المحافظة هو الرعي، بينما تشمل الأنشطة الأخرى التجارة عبر الحدود مع إثيوبيا، والتعدين الحرفي، وتربية النحل، و الزراعة على طول نهر داوا.

## المناخ
تتراوح درجة حرارة المحافظة بين 24 درجة مئوية و 42 درجة مئوية. هطول الأمطار منخفض جدًا ولا يمكن الاعتماد عليه بمتوسط سنوي يبلغ 91.7 ملم سنويًا. تحدث الأمطار الطويلة عادة في أبريل ومايو بمتوسط 69.1 ملم بينما هطول أمطار قصيرة في أكتوبر و نوفمبر يبلغ متوسطها 122 ملم.

## التركيبة السكانية
أظهر تقرير للسكان والمساكن في كينيا  KPHC لعام 2009 أن محافظة مانطيرا يبلغ عدد سكانها 1،025،756 نسمة. وشمل هذا 559،943 من لذكور 54.6٪ و 465،813 من الإناث 45.4٪. كان من المتوقع أن يكون عدد سكان المحافظة، 399،503 نسمة، منهم 763،966 من الذكور و 635،537 من الإناث في عام 2017. 
يبلغ عدد سكان المحافظة 867457 نسمة، منهم 434.976 ذكور و 432.444 إناث و 37 شخصًا مزدوجي الجنس. هناك 125،763 أسرة بمتوسط حجم الأسرة 6.9 فرد لكل أسرة وبكثافة سكانية 33 شخصًا لكل كيلومتر مربع 2020. 
كما تم توقع أن يبلغ عدد السكان 1،699،437 نسمة، منهم 927،695 من الذكور و 771،742 من الإناث في عام 2022.
كما هو الحال في مناطق أخرى من المقاطعات الشمالية الشرقية، يسكن مانطيرا في الغالب من قبل الصوماليين العرقيين.
| المركز الحضري | عدد السكان في 2022 |
| ------------- | ------------------ |
| مانطيرا       | 141,116            |
| الواق         | 59,000             |
| رامو          | 56,185             |
| تكبا          | 51,546             |

## الديانة
الديانات في محافظة مانطيرا

## التقسيم الإداري

### الوحدات الإدارية
هناك 7 مقاطعات فرعية و 22 قسمًا و 97 موقعًا و 141 موقعًا فرعيًا. 

### المقاطعات الفرعية
- شرق مانطيرا
- شرق مانطيرا
- بنيسا
- شمال مانديرا
- لافي
- جنوب مانديرا
- كوتولو
- شبه الجزيرة العربية
- كيليويهيري

### الدوائر الانتخابية
لديها 6 دوائر انتخابية و 30 مجلس مقاطعة. 
- مقاطعة مانطيرا الغربية
- دائرة بانيسا
- دائرة شرق مانطيرا
- دائرة لافي
- دائرة جنوب مانطيرا
- دائرة شمال مانطيرا

### القيادة السياسية
1.محمد آدم خليف هو الحاكم الحالي بعد انتخابه مرتين عام 2022 ونائبه الدكتور علي معلم محمود. 
2.محمود محمد هو عضو مجلس الشيوخ الذي حل محل بيلو كيرو الذي كان أول عضو منتخب في مجلس الشيوخ. .
3.أمينة جدو هي ثاني نائبة منتخبة فازت على فتحية محبوب، أول ممثلة للمرأة في المحافظة. 
-
-
|                                | رقم |
| ------------------------------ | --- |
| الحاكم                         | 1   |
| نائب المحافظ                   | 1   |
| سكرتير                         | 1   |
| أعضاء مجلس المحافظة            | 48  |
| أعضاء لجنة الانتخابات المركزية | 10  |

### أعضاء البرلمان محافظة مانطيرا 2017-2022
سعادة عمر محمد - عضو حزب EFP بدائرة مانطيرا. 
حسن كولو معلم
من حزب EFP وعضو في البرلمان عن دائرة غرب بانيسا. 
حسن عمر محمد معلم
 عضو البرلمان عن حزب EFP بدائرة مانطيرا الشرقية.
إبراهيم عبدي مود
 من حزب EFP وعضو البرلمان بدائرة لافي. 
علي ادم حاجي
 من حزب اليوبيل وعضو في البرلمان محافظة مانطيرا الجنوبية. 
حضرة. عبد الله بشير شيخ حزب اليوبيل وعضو برلمان محافظة مانطيرا الشمالية.
ومن أعضاء مجلس المحافظة.
السيد سعد شيخ أحمد أباجانو عضو مجلس المحافظة فينو وارد
هون حسين آدم حاجي حاجي هوسكا عضو حزب EFP في جمعية المحافظة

## الدوائر الانتخابية
|              | غرب مانطيرا | 39      | 267,901 |
| بنيسا        | 40          | 261,891 |         |
| شمال مانطيرا | 41          | 231,498 |         |
| جنوب مانطيرا | 42          | 410,247 |         |
| شرق مانطيرا  | 43          | 296,281 |         |
| لفلي         | 44          | 182,006 |         |

## الصحة
ويوجد إجمالي 83 مرفقًا صحيًا في المحافظة و 150 موظفًا صحيًا من مختلف الكوادر. 
انتشار فيروس نقص المناعة البشرية هو 1.8 ٪ ، أقل من المتوسط الوطني البالغ 5.3 ٪. 

## التجارة
هناك 32 مركزًا تجاريًا و 127 تاجر تجزئة مرخص لهم و 212 بائع متجول مرخص لهم و 10 محطات بترول.

## النقل والمواصلات
المحافظة مغطاة ب 1،884.5 كم من شبكة الطرق. من هذا 1390 كم يغطيها سطح الأرض، 494.5 كم هو سطح مرام.
كما يوجد 13 مقهى إنترنت، و 5 مكاتب بريد مثبتة، وصناديق بريدية، و 1150 صندوق بريد مؤجر، و 1100، و 50 صندوق بريد شاغر 